# Premio musicale Herbert von Karajan
Il Premio musicale Herbert von Karajan (in tedesco Herbert von Karajan Musikpreis), è stato un premio annuale presentato dal Festspielhaus Baden-Baden in onore del celebre direttore d'orchestra austriaco del XX secolo, Herbert von Karajan.
Il premio è stato inaugurato nel 2002 e consiste in una somma di 50000 €, con la clausola di utilizzo da parte del vincitore per aiutare lo sviluppo delle carriere di giovani musicisti.
È stato assegnato per la prima volta nel 2003, alla violinista tedesca Anne-Sophie Mutter. Il premio ha visto la sua ultima edizione a Baden-Baden nel 2015.
Dal 2017 un premio musicale analogo assegnato dalla vedova del direttore d'orchestra, il Premio Herbert von Karajan (in tedesco Herbert von Karajan-Preis), è promosso in occasione del Festival di Pasqua di Salisburgo.

## Vincitori

### Premio del Festspielhaus Baden-Baden
- 2003: Anne-Sophie Mutter
- 2004: Berliner Philharmoniker
- 2005: Evgeny Kissin
- 2006: Valery Gergiev
- 2007: John Neumeier
- 2008: Alfred Brendel
- 2009: Thomas Quasthoff
- 2010: Daniel Barenboim
- 2011: Helmuth Rilling
- 2012: Cecilia Bartoli
- 2013: Edita Gruberová
- 2014: Wiener Philharmoniker
- 2015: Thomas Hengelbrock

### Premio del Festival di Pasqua di Salisburgo
- 2017: Daniil Trifonov
- 2018: Sol Gabetta
- 2019: Mariss Jansons
- 2020: premio non assegnato (cancellazione del festival causa COVID-19)